# Ulrich Scharfenorth
Ulrich Scharfenorth (* 1. Oktober 1941 in Lehnitz, Brandenburg) ist ein deutscher Schriftsteller.

## Leben
Scharfenorth ist in der DDR aufgewachsen und arbeitete als Ingenieur 40 Jahre für die deutsche Stahlindustrie und war daneben literarisch tätig. Ab 1990 arbeitete er als  Journalist und von 1997 bis 2004 als Chefredakteur einer Fachzeitschrift in Düsseldorf. Seit 2004 ist er als freier Journalist und Schriftsteller tätig. Er schreibt Kurzgeschichten, Essays und Sachbücher und ist außerdem als Blogger (seit 2009) und Dokumentarfilmer tätig. Scharfenorth ist Mitbegründer und Moderator der Ratinger „Kulturkneipe“.
Mit 21 Jahren veröffentlichte er seine ersten Texte in Literatur- und Uni-Zeitschriften der DDR (Forum, Hochschulstadt). Später wurden diese wegen missliebiger Äußerungen ausgesetzt. Weitere Publikationen folgten nach Übersiedlung von Bergfelde/Land Brandenburg nach Ratingen. Seit 1991 ist er Mitglied des Literaturkreises ERA e. V.
Scharfenorth veröffentlichte unter anderen in Jederart, Tasten, Edition L/Lyrik für die Westentasche, Maultrommel, Bergische Taschenliteratur – in Anthologien (Jahrbuch Lyrik 2000, Pink-10), 1996 (Jahrhundertwende) und 2003 (Zeit.Wort) in der Edition Landpresse sowie im Internet (Lyrik Art, Lyrikwelt, Gedichte gegen den Krieg). Er veröffentlichte Essays in Stahlmarkt, Das Blättchen und anderen. Seine Texte las er deutschlandweit in zahlreichen Städten.
Er lebt zusammen mit der Schriftstellerin Barbara Ming in Ratingen.

## Werke
- Absturz ins Paradies (Kurzgeschichten und Lyrik), 1994
- Bergische Taschenliteratur Nr. 57, 1995
- Aufzeichnungen aus der Blackbox (Hörbuch – Kurzgeschichten & Lyrik), 2004
- geschrotet (Hörbuch – Kurzgeschichte), 2004
- Störfall Zukunft – SchlussFolgerungen für einen möglichen Anfang (erzählerisch aufgemachtes Sachbuch im Heiner Labonde Verlag, Grevenbroich), 2008, ISBN 978-3-937507-15-6
- Aus der Reihe getanzt (Erzählungen im Heiner Labonde Verlag, Grevenbroich), 2010, ISBN 978-3-937507-27-9
- abgebloggt – dreißig Monate zwischen Fakten, Hypes und Lügen, (journalistisches (B)Logbuch), Heiner Labonde Verlag, Grevenbroich), 2011, ISBN 978-3-937507-31-6
- Da war mehr als Bitter Feld, (Erzählungen, Streiflichter, Reflexionen), Heiner Labonde Verlag 2017, ISBN 978-3-937507-80-4
- Zukunft ... oder keine : Essays, Gretus Verlag 2018, ISBN 978-3-945265-48-2
- EinStein, Arachne Verlag 2018, ISBN 978-3-932005-73-2
- Ich habe euch gewarnt: Essays, Druck und Produktion Pro BUSINESS GmbH, Berlin, 2021
- Alter Mann, was tun? 19 Versuche zu überwintern, Arachne Verlag 2021, ISBN 978-3-932005-94-7
- Kein Stein will nur Stein sein (poesievoller Kurz-Film), 2023
- Überragende Kunst (Dokumentarfilm), 2023
- concertissimo (private, 10-teilige Konzertfilmserie), 2024
- KULTURkneipe (Filmreminiszenzen zum gleichnamigen Kulturformat/Ratingen), 2024
- Instabile Seitenlage (Prosa und Lyrik), Arachne Verlag, 2024, ISBN 978-3-9824506-9-8
- Die Zukunft sieht anders aus (erzählerisch aufgemachtes Sachbuch), Arachne Verlag, 2024, ISBN 978-3-9824506-8-1
- Barcelona (Dokumentarfilm), 2024